# Chadrabalin Lodoidamba
Chadrabalin Lodoidamba (en cirílico mongol Чадравалын Лодойдамба); 1917-1970) escritor mongol
Nació en la provincia de Govi-Altay (aymag) en 1917. En 1954, se licenció por la Universidad Nacional de Mongolia (Монгол Улсын Их Сургууль, Mongol Ulsyn Ikh Surguul) y publicó su primer cuento "Malgait Chono" (El lobo y la gorra).
La versión que llevó al cine de una de sus obras, El Tamir transparente (1970-1973) dirigida por Ravjagiin Dorjpalam cosechó gran éxito. 

## Obra
- Tungalag Tamir (cirílico mongol Тунгалаг Тамир, El Tamir transparente) (1962)
- Manai surguuliinkhan (cirílico mongol манай сургуулийнхан, Nuestros niños de escuela) (1952)